# 72시간 다리
72시간 다리는 조선민주주의인민공화국의 판문점 관할 공동경비구역으로 이어지는 콘크리트 다리이다. 통일각 뒤편에 위치해 있다. 1976년 판문점 도끼 살인 사건의 여파로 돌아오지 않는 다리가 폐쇄되자, 북측이 사흘만인 72시간 만에 새 다리를 세웠다고 해서 붙여진 이름이다. 오늘날 북측에서 판문점으로 들어오는 용도로 쓰였다.
2017년 11월 판문점 귀순 총격 사건 당시에는 귀순병사가 해당 다리를 건너 지프차를 몰고 귀순을 시도하기도 하였다.

## 같이 보기
- 돌아오지 않는 다리
- 판문점